# Округ Стокс (Северна Каролина)
Стокс (енгл. Stokes County) је округ у америчкој савезној држави Северна Каролина.

## Демографија
По попису из 2010. године број становника је 47.401, што је 2.69 (6,0%) становника више него 2000. године.
| Група             | 2000.          | 2010.          |
| Белци             | 41.379 (92,5%) | 43.447 (91,7%) |
| Афроамериканци    | 2.084 (4,7%)   | 1.916 (4,0%)   |
| Азијати           | 86 (0,2%)      | 125 (0,3%)     |
| Хиспаноамериканци | 836 (1,9%)     | 1.254 (2,6%)   |
| Укупно            | 44.711         | 47.401         |